# Voor een goede zaak
Voor een goede zaak (Engels: In a good cause) is een sciencefictionverhaal geschreven door de Amerikaan Isaac Asimov in 1951. Het verscheen in dat jaar in de verzamelbundel New tales of space and time en daarna in een aantal verzamelbundels van het werk van Asimov. In Nederland verscheen het bij Het Spectrum, Prisma Pockets, Sciencefictionverhalen 3 (1964), geheel gewijd aan Asimov en Zonsondergang en andere verhalen bij A.W. Bruna Uitgevers.

## Het verhaal
Het verhaal begint met de omschrijving van een niet al te mooi standbeeld tussen de wolkenkrabbers op een open plein van Richard Sayama Altmeyer. De sokkel vermeldt: "Voor een goede zaak zijn er geen mislukkingen" (In a good cause, there are no failures) en drie datums:
- 17 juni 2755[2]: Richard 'Dick' Altmayer weigert te vechten in een oorlog tussen meerdere planeten en manen, alle gekoloniseerd door mensen (tweevoeters), waarbij de vijanden steeds wisselen; hij wordt opgesloten voor de tijd dat die specifieke oorlog voortduurt;
- 5 september 2788: de Diaboli (viervoeters met puntige hoorns op hun hoofd) zetten voor het eerst voet op Aarde; de Aarde constateert al jaren dat zij hun leefgebied steeds maar uitbreiden door het gebied klaar te stomen voor hun zwavelgebaseerde lichaam; de mensheid heeft het echter te druk met onderling gekonkel om er weerstand aan te bieden; Dick Altmayer vermoordt de vijf afgevaardigden in de veronderstelling dat hij daarmee de mensheid achter zich krijgt in een gezamenlijke strijd tegen Diaboli; hij blijkt echter vijf Dioboli-robots gedood te hebben; zijn straf 5 jaar gevangenis;
- 21 december 2800: de Diaboli zijn bezig de mensheid uit te roeien, slechts af en toe is er een mens die kan ontsnappen; Altmayer probeert voor de derde keer de tweevoeters op een lijn te brengen, maar aangezien er geen echt bewijs is voor de uitroeiing (de Diaboli beheersen alle pers etc.)  wil men er nog steeds niet aan; Altmayer wordt voor zijn eigen bescherming voor de derde keer opgesloten.

In 2802 wordt hij vrijgelaten. Zijn eeuwige tegenstreber Geoffrey Stock komt hem uit het gevang halen. De mensheid als geheel is in oorlog met de Diaboli onder het mom van dat de mensheid toch de sterkste zal zijn. Zij hebben eeuwenlang tegen elkaar geoefend en zijn daardoor sterk. De Diaboli zijn relatief zwak, omdat ze alles zonder oorlog hadden overgenomen. Er is nu een Verenigde Werelden opgericht. Stock zucht: "En wanneer zij standbeelden gaan oprichten, zullen zij het niet voor mij doen" (And when they build their statues, they will build none for me). Stock heeft namelijk altijd doorgevochten, in zijn ogen de enige reden dat zij nu de strijd zullen winnen.